# Falconerie

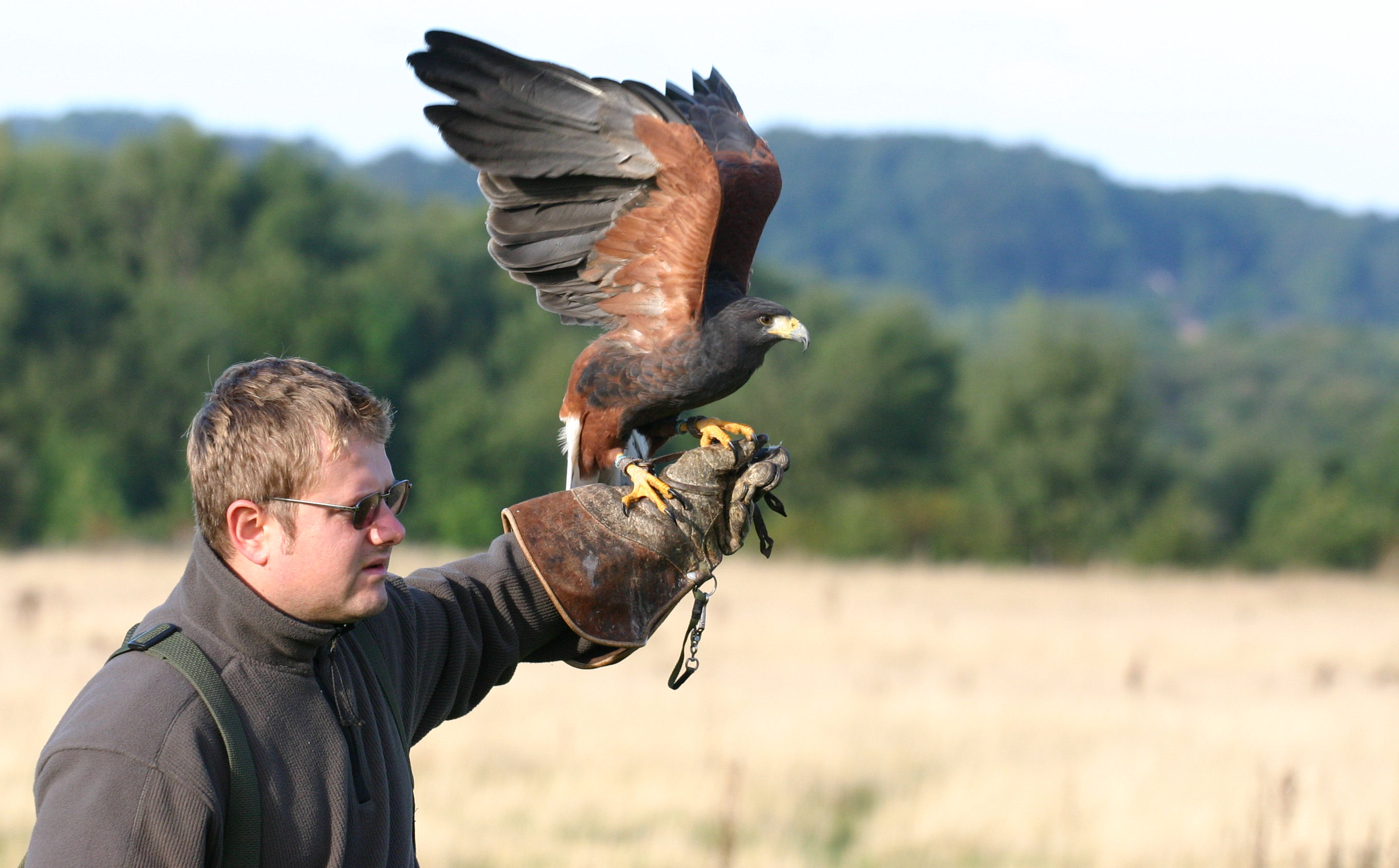
Falconerie

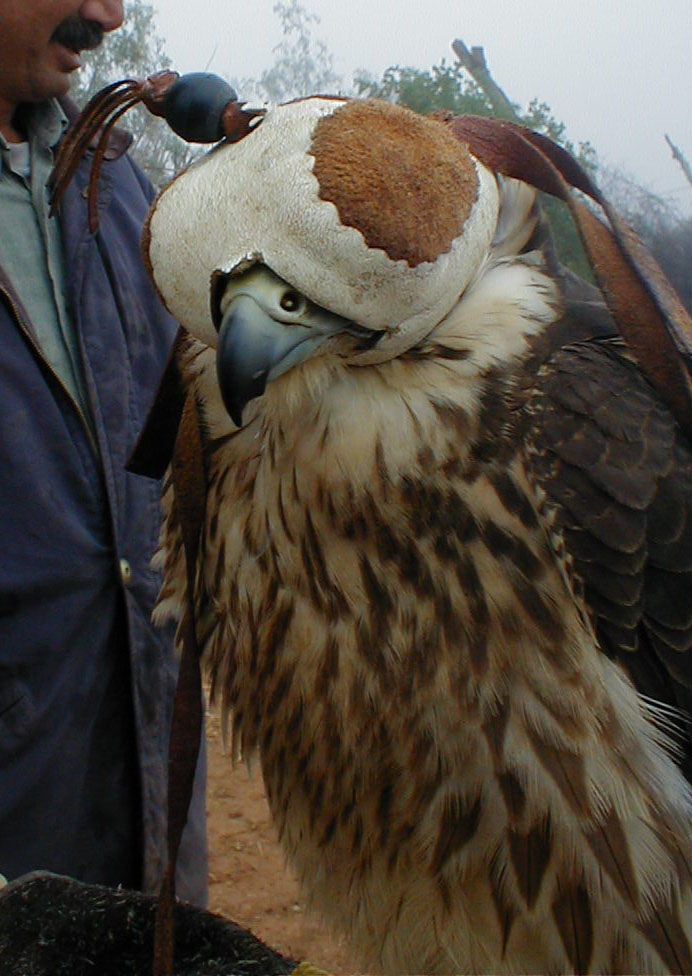
Falconerie

Falconeria este vânatul unui animal sălbatic din statul lui natural și habitat, asta însemnând să fie o pasăre răpitoare antrenată de mică. În falconeria modernă șoimul cu coada roșie (Buteo jamaicensis) și șoimul de Harris sunt folosite des. Cuvintele a vâna cu șoimul și șoimar au devenit mai mult folosite în sensul de trădători care călătoresc, iar cuvintele falconer și falconerie se folosește acum pentru toate păsările antrenate de mici pentru jocul de-a prinselea între ele.